# Le Châtelet-sur-Meuse
Le Châtelet-sur-Meuse – miejscowość i gmina we Francji, w regionie Grand Est, w departamencie Górna Marna.
Według danych na rok 1990 gminę zamieszkiwało 155 osób, a gęstość zaludnienia wynosiła 7 osób/km².
W miejscowości znajduje się źródło rzeki Moza. 